# 莫里斯·马尼菲卡

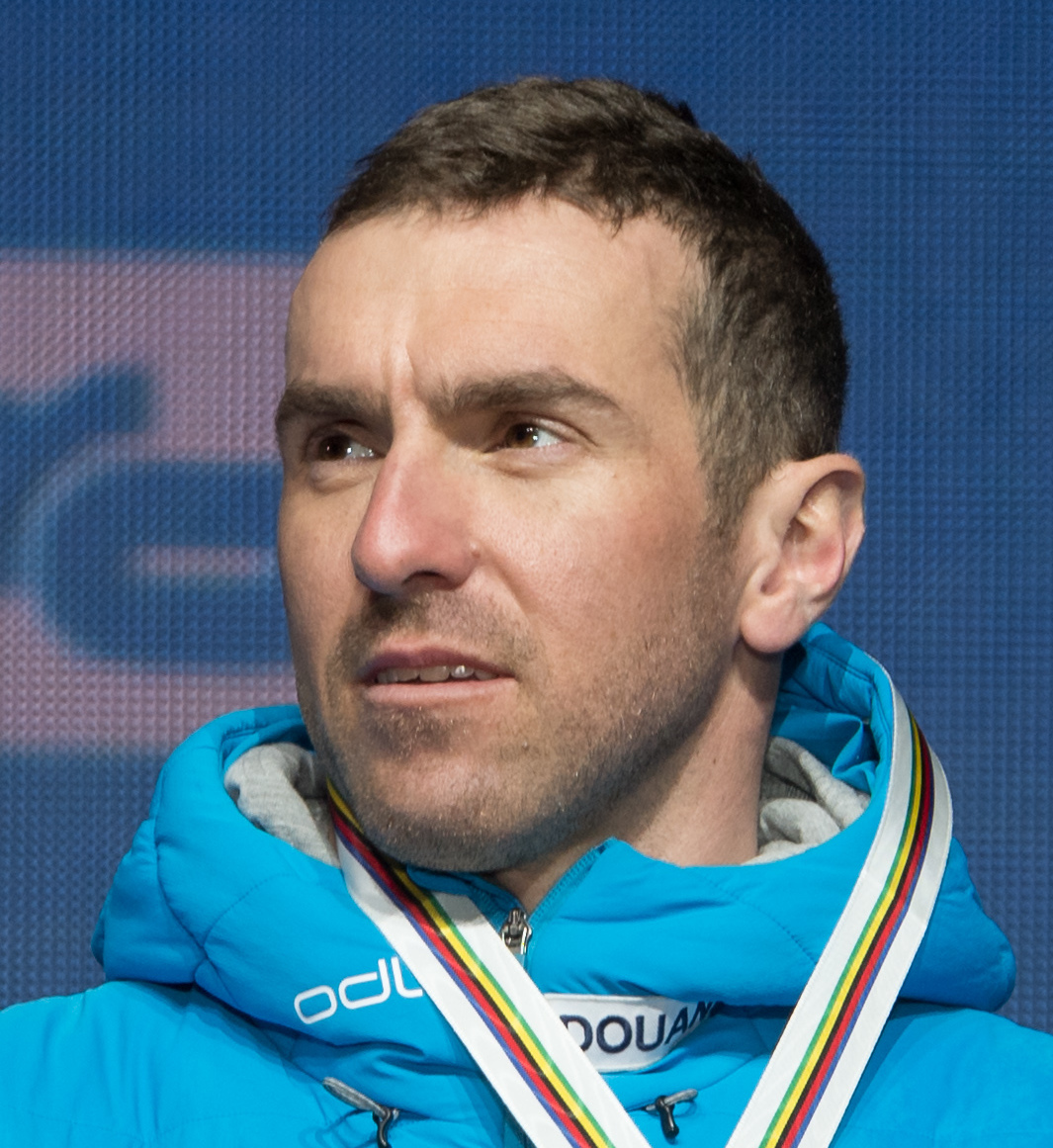
莫里斯·马尼菲卡(攝於2019年)

莫里斯·马尼菲卡（法語：Maurice Manificat，1986年4月4日—），法国男子越野滑雪运动员。他曾代表法国参加2010年、2014年、2018年和2022年冬季奥林匹克运动会越野滑雪比赛，共获得四枚铜牌。